# Гордон, Александр, 2-й герцог Гордон
Генерал Александр Гордон, 2-й герцог Гордон (англ. General Alexander Gordon, 2nd Duke of Gordon; ок. 1678 — 28 ноября 1728) — шотландский аристократ и военачальник, генерал. Он именовался графом Энзи с 1678 по 1684 год и маркизом Хантли с 1684 по 1716 год.

## Биография
Родился около 1678 года в Шотландии. Единственный сын Джорджа Гордона, 1-го герцога Гордона (1649—1716), и леди Элизабет Говард (? — 1732), дочери католика Генри Говарда, 6-го герцога Норфолка.
Александр Гордон сражался на стороне якобитов в битве при Шерифмуре (13 ноября 1715 года), командуя тремя сотнями всадников и двумя тысячами пехотинцев. 12 февраля 1716 года он сдался в замке Гордон Джону Гордону, 16-му графу Сазерленду. Он был заключен в тюрьму в Эдинбурге, но получил помилование, когда его отец Джордж Гордон скончался и вступил в наследство как 2-й герцог 7 декабря 1716 года.
Александр Гордон упоминается в якобитской песне-загадке Cam Ye O’er Frae France, именуемой «Cockalorum», эпитет, происходящий от традиционного прозвища главы клана Гордон «Петух Севера».

## Семья
Около 13 февраля 1707 года Александр Гордон женился на леди Генриетте Мордаунт (ок. 1688 — 11 октября 1760), дочери Чарльза Мордонта, 3-го графа Петерборо (1658—1735, и Кэри Фрейзер (1658—1709). У супругов были следующие дети:
- Леди Энн Гордон (5 июня 1713 — 26 июня 1791) вышла в 1729 году замуж за Уильяма Гордона, 2-го графа Абердина (1679—1726)
- Леди Элизабет Гордон (род. 14 февраля 1717), вышла замуж за преподобного Джона Скелли
- Козмо Джордж Гордон, 3-й герцог Гордон (27 апреля 1721 — 5 августа 1752), старший сын и преемник отца
- Леди Кэтрин Гордон (2 декабря 1723 — 21 января 1786), муж с 1745 года Фрэнсис Чартерис, 7-й граф Уэмисс (1723—1808)
- Лорд Льюис Гордон (22 декабря 1724 — 15 июня 1754), морской офицер-якобит
- Генерал Лорд Адам Гордон (10 января 1726 — 13 августа 1801), с 1767 года женат на Джин Драммонд (? — 22 февраля 1795), дочери Джона Драммонда и вдовствующей герцогине Атолл.
- Леди Шарлотта Гордон (род. 21 сентября 1726), инвестировала в эдинбургский модельный бизнес[1].

## Титулы
- 2-й герцог Гордон (с 7 декабря 1716)
- 5-й граф Энзи (с 7 декабря 1716)
- 5-й маркиз Хантли (с 7 декабря 1716)
- 10-й граф Хантли (с 7 декабря 1716)
- 5-й лорд Гордон из Баденоха (с 7 декабря 1716)
- 2 маркиз Хантли (с 7 декабря 1716)
- 2-й граф Хантли и Энзи (с 7 декабря 1716)
- 2-й лорд Баденох, Лохабер, Стратейвон, Балморе, Охиндун и Кинкардин (с 7 декабря 1716)
- 2-й виконт Инвернесс (с 7 декабря 1716).